# (237355) 2296 T-2
(237355) 2296 T-2 (2296 T-2, 2000 VS42) — астероїд головного поясу, відкритий 29 вересня 1973 року.
Тіссеранів параметр щодо Юпітера — 3,463.